# Campylopus validinervis
Campylopus validinervis là một loài Rêu trong họ Dicranaceae. Loài này được (Dixon) B.C. Tan mô tả khoa học đầu tiên năm 1989.